# Johannes Geis
Johannes Geis (* 17. August 1993 in Schweinfurt) ist ein deutscher Fußballspieler. Der defensive Mittelfeldspieler steht aktuell beim 1. FC Schweinfurt 05 unter Vertrag.

## Vereinskarriere

### SpVgg Greuther Fürth
Über die fränkischen Vereine TSV Oberstreu, TSV Mittelstreu und TSV Großbardorf gelangte Johannes Geis 2008 als U-16-Nationalspieler zur SpVgg Greuther Fürth. Im Januar 2011 unterzeichnete er einen bis 30. Juni 2014 datierten Profivertrag mit dem Zweitligisten, während er noch in deren U-19-Mannschaft aktiv war. Sein Zweitligadebüt gab er am 20. November 2010 (13. Spieltag). In seiner ersten Spielzeit als Profi absolvierte er sechs Zweitligaspiele, in der Folgesaison trug er mit drei Einsätzen zum Aufstieg in die Bundesliga bei. In der Bundesliga debütierte er am 24. Februar 2013 (23. Spieltag) im Heimspiel gegen Bayer 04 Leverkusen in der Startelf.

### 1. FSV Mainz 05
Nach dem Abstieg der Fürther in die 2. Liga wechselte Geis für eine Ablösesumme von 900.000 Euro zur Saison 2013/14 zum 1. FSV Mainz 05. Er unterschrieb einen Vertrag bis zum 30. Juni 2017. Hier entwickelte sich Geis zum Stammspieler im defensiven Mittelfeld der Mainzer.

### FC Schalke 04
Zur Saison 2015/16 wechselte Geis für eine Ablöse von mehr als 10 Millionen Euro zum FC Schalke 04 und erhielt einen bis 2019 laufenden Vertrag. Unter Trainer André Breitenreiter von Beginn der Saison an in der Startelf, erhielt er am 10. Spieltag nach einem Foulspiel an André Hahn im Spiel gegen Borussia Mönchengladbach die Rote Karte und wurde für fünf Spiele in der Bundesliga und im DFB-Pokal gesperrt. Am 4. Dezember 2015, dem 15. Spieltag, kehrte Geis im Spiel gegen Hannover 96 zur Mannschaft zurück und erzielte sein erstes Ligator für Schalke. In der Hinrunde kam er auf 13 Spiele, in denen er einen Treffer markierte und er vier weitere vorbereitete. Da seine Sperre in der Europa League nicht griff, kam er in allen sechs möglichen Gruppenspielen zum Einsatz. Er erzielte ein Tor und gab zwei Torvorlagen. In der folgenden Saison 2016/17 wurde er von Trainer Markus Weinzierl in der Rückrunde nur noch sporadisch eingesetzt.

### Leihe zum FC Sevilla
Am 1. September 2017 wurde Geis für die Saison 2017/18 an den FC Sevilla ausgeliehen. Sein Ligadebüt gab er beim 3:0-Heimsieg am 3. Spieltag gegen den SD Eibar. Insgesamt hatte er in dieser Saison sieben Liga-Einsätze in der Startelf und weitere sieben als Einwechselspieler. In der Champions League spielte er zweimal.

### Rückkehr zum FC Schalke 04
Zur Saison 2018/19 kehrte Geis zum FC Schalke 04 zurück. Seine vormalige Rückennummer 6 wurde an den Neuzugang Omar Mascarell vergeben. Ende August 2018 wurde er vom Cheftrainer Domenico Tedesco in die zweite Mannschaft versetzt, für die er einmal in der fünftklassigen Oberliga Westfalen zum Einsatz kam. Im September 2018 kehrte Geis in das Mannschaftstraining der Profimannschaft zurück. Bis zur Winterpause wurde er jedoch nicht mehr in den Spieltagskader berufen und kam dementsprechend auch zu keinem Einsatz. Im Januar 2019 gab Tedesco bekannt, dass Geis ab sofort nur noch in der zweiten Mannschaft spielt und trainiert.

### 1. FC Köln
Am 13. Januar 2019 verpflichtete der Zweitligist 1. FC Köln Geis und stattete ihn mit einem bis Saisonende laufenden Vertrag aus. Er absolvierte 14 Zweitligaspiele und stieg am Saisonende mit der Mannschaft in die Bundesliga auf. Anschließend verließ er den 1. FC Köln.

### 1. FC Nürnberg
Zur Saison 2019/20 verpflichtete der 1. FC Nürnberg Geis, bei dem er einen bis Juni 2022 laufenden Vertrag erhielt. In seinen ersten acht Ligaspielen erzielte Geis fünf Tore und entwickelte sich trotz zeitweise schwankender Leistungen zu einem Führungsspieler und Leistungsträger, insbesondere nachdem der langjährige Spielgestalter Hanno Behrens während der Saison 2020/21 zunächst seine Stammrolle im Mittelfeld verloren und den Verein anschließend vor Beginn der folgenden Spielzeit verlassen hatte. Im Dezember 2021 wurde sein ursprünglich im Sommer auslaufender Vertrag „längerfristig“ verlängert. Am 23. Juli 2024 wurde im beidseitigen Einvernehmen der Vertrag aufgelöst.

### SpVgg Unterhaching
Am 18. Oktober 2024 unterschrieb er einen Vertrag beim Drittligisten SpVgg Unterhaching.

### 1. FC Schweinfurt 05
Im Sommer 2025 wechselte er in seine Geburtsstadt zum Drittliga-Aufsteiger 1. FC Schweinfurt 05.

## Nationalmannschaft
Geis spielte für die deutsche U-16-Nationalmannschaft (Debüt im September 2008), die U-17-Junioren, die U-18-Nationalmannschaft und bestritt acht Spiele für die U-19-Nationalmannschaft, erstmals am 1. September 2011 in Verviers.
Im August 2013 wurde er erstmals in die deutsche U-21-Nationalmannschaft berufen. Mit ihr nahm er an der U-21-Europameisterschaft 2015 teil und kam zu zwei Einsätzen, allerdings nie über die volle Spieldauer.

## Spielweise
Geis spielt bevorzugt im zentralen defensiven Mittelfeld. Dabei stopft er Lücken in der eigenen Defensive, gewinnt Bälle und verteilt sie anschließend in den eigenen Reihen. Experten lobten ihn 2015 für „seine ungewöhnliche Gelassenheit am Ball. Als Abräumer vor der Abwehr würde Geis mit einer abgezockten Spielweise, einem starken Überblick und Konstanz überzeugen.“ Er zeichnet sich durch hohe, aber genaue Pässe in die Spitze aus. So ist er Vorbereiter vieler Torraumszenen.

## Erfolge
SpVgg Greuther Fürth
- Aufstieg in die Bundesliga als Zweitliga-Meister: 2012

1. FC Köln
- Aufstieg in die Bundesliga als Zweitliga-Meister: 2019